# Lingotamento contínuo
Lingotamento contínuo é o processo pelo qual o metal fundido é solidificado em um produto semi-acabado no formato de tarugo, bloco, beam blank ou placa. O acabamento final do produto é feito na  laminação. Antes da introdução de lingotamento contínuo em 1950, aço era derramado em moldes para formar lingotes no chamado  lingotamento convencional. Desde então, "lingotamento contínuo" evoluiu para alcançar melhor rendimento, qualidade, produtividade e eficiência de custos. Ele permite menor custo de produção com melhor qualidade, devido aos custos mais baixos na produção contínua com um produto mais padronizado, e o maior controle sobre o processo através da automação. O lingotamento continuo é normalmente mais utilizado para aço mas também pode ser usado para o alumínio e cobre.

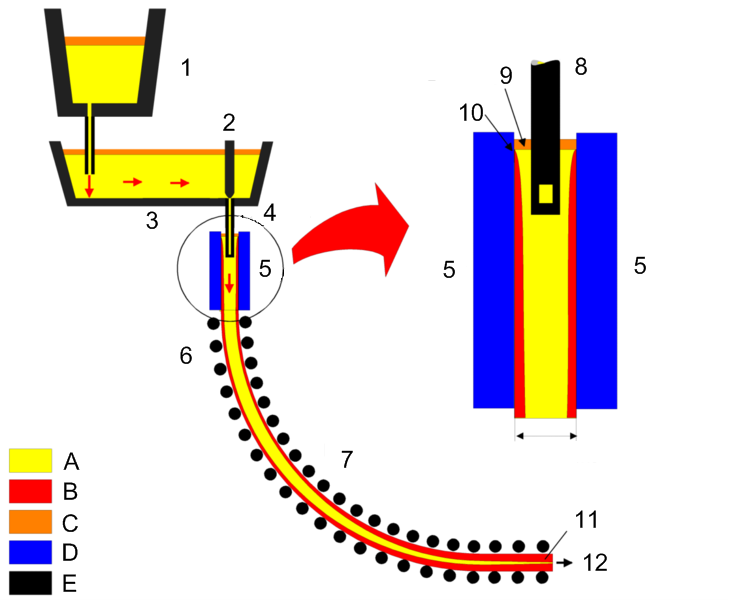
Máquina de lingotamento contínuo 1. Panela 2. Tampão 3. Distrbuidor 4. Válvula Submersa 5. Molde 6. Seguimento 7. Desempeno 8. Válvula Submersa 9. Nível do Molde 10. Menisco 11. Extração 12. Material Lingotado
A. Aço Liquido B. Aço Solidificado C. Escória D. Água de refrigeração E. Material Refratário

## História

### Criação
O conceito de lingotamento contínuo surgiu em 1840, com o americano George Sellers, na tentativa de lingotar tubos de chumbo. Em 1846, Henry Bessemer idealizou uma máquina de lingotamento contínuo para  aços. O projeto dessa máquina consistia em lingotar as placas de aço entre dois cilindros refrigerados a água. Devido à qualidade irregular das placas de aço produzidas, o processo desenvolvido por Bessemer não obteve êxito e foi abandonado, sendo utilizado industrialmente, apenas, para não ferrosos de baixa temperatura 
Em 1887, o alemão R. M. Daelen elaborou uma proposta para uma planta de lingotamento contínuo, que corresponde ao desenho similar às máquinas atuais. Algumas inovações incrementais foram realizadas, a fim de viabilizar a implementação do equipamento. Essa planta incluía:  molde refrigerado à água, aberto no topo e no fundo, alimentado por um fluxo de metal líquido, uma seção de refrigeração secundária, uma barra falsa, rolos extratores e um aparelho de corte para o veio.
Porém, a planta desenvolvida por Daelen ainda apresentava algumas dificuldades e barreiras que a impedia de ser realizada em escala industrial. O principal problema consistia em extrair o produto sem rasgar a pele solidificada que permanecia agarrada às paredes do molde. Para evitar a adesão do metal às paredes do molde, Siegfried Junghans, em 1933, patenteou um sistema de oscilação do molde. Essa inovação incremental tornou viável a produção de aço em escala industrial e a implementação efetiva do lingotamento contínuo na siderurgia, inúmeras inovações incrementais no processo e no equipamento começaram a ser desenvolvidas.

### Aperfeiçoamento
O primeiro processo de lingotamento contínuo usado em escala industrial foi criado por Salvador Arena em 1950.
No ano de 1959, Halliday aperfeiçoou o sistema de oscilação do molde, introduzindo o conceito de “estripagem negativa” (ou estripamento negativo), processo utilizado atualmente. Essa técnica reduziu, significativamente, o risco de aderência do metal ao molde e a ruptura do veio, conseqüentemente acompanhado do aumento de produtividade. O princípio de estripamento negativo é determinado pela relação entre a velocidade de oscilação do molde e a velocidade de extração do
lingote.
O proposto método de estripamento negativo, Halliday notou os seguintes pontos principais:
- A fim de reduzir ao mínimo o perigo e aderência do metal ao molde, este último não deve andar na mesma direção e velocidade que o veio lingotado, exceto nos pontos de reversão de direção.
- Se em qualquer momento a ruptura do metal parece provável, a ligeira pressão descendente ou força de compressão exercida pelo molde durante aproximadamente 3/4 do ciclo, sobre as paredes do lingote, cria condições favoráveis para que tais fissuras se caldeiem antes que o lingote deixe o molde. [4]

Na situação onde ocorre o estripamento negativo, o  molde tem um movimento descendente ainda mais rápido que a peça  lingotada, o que causa um ligeiro esforço de compressão na casca, permitindo assim, fechar quaisquer rupturas incipientes e diminuir a porosidade, aumentando a resistência da casca antes da placa emergir do molde. Dessa forma, em momento algum (exceto instantaneamente durante a inversão de direção), o molde se desloca com a mesma velocidade da placa. 
Resolvido o problema de aderência do metal ao molde, o processo de lingotamento contínuo ainda encontrava barreiras que permitissem o aumento de escala do equipamento. Portanto, havia-se ainda, a  necessidade de aperfeiçoamento de alguns parâmetros e técnicas operacionais, tais como:
- tempo de manutenção e reparo do equipamento;
- tempo de preparação da máquina;
- variações na seção do produto;
- troca de panelas;
- troca de distribuidores;
- lingotamento sequencial;
- alterações no projeto de máquina.

Os tempos de preparação, reparo e manutenção estão  associados ao índice de funcionamento do equipamento. A diminuição desses tempos propicia elevados índices de funcionamento e, conseqüentemente, alta produtividade. Os reparos e manutenção das máquinas eram onerosos e demandavam muito tempo, para tanto, uma inovação incremental foi desenvolvida a fim de reduzir esse tempo.
As máquinas passaram a ser projetadas com o molde e o segmento de rolos de suporte formando um conjunto único. Dessa  forma, o alinhamento e o reajuste do conjunto poderia ser feito fora da máquina, podendo, com isso, reduzir em até 75% o tempo de recuperação da máquina, comparando-se com o tempo gasto na troca independente das partes. 
Já no tempo de preparação das máquinas, duas operações são determinantes: a inserção da barra falsa e o ajuste do molde. A barra falsa é uma peça metálica que é inserida ao molde e serve de base de apoio para a solidificação inicial do aço. O aço se solidifica rapidamente e assim que a altura normal de lingotamento é atingida, começa-se a descer o tarugo falso e mantém-se um nível constante do aço  líquido no interior do molde, variando-se a vazão, atuando sobre a haste do tampão do distribuidor. A colocação da barra pode ser feita por baixo ou pelo topo. 
Com relação ao ajuste do molde, o tempo de preparação é diminuído com a troca automática da largura do molde. Por muitos anos, observou-se nas plantas de lingotamento contínuo, a utilização de moldes com espessura única. Em meados da década de 70, um novo modelo de desenho do molde foi desenvolvido empresa suíça Concast. Cada vez que a especificação do produto a ser lingotado era alterada, havia-se a necessidade de interromper o processo de lingotamento para que se fizesse a troca de largura do molde, que iria determinar o tamanho da seção do produto lingotado. A troca automática da largura do molde realizava essa operação sem que houvesse a necessidade de interrupção do equipamento, proporcionando, assim, maiores índices de funcionamento da máquina, aliado ao aumento de produtividade.
Outro parâmetro que afeta a produtividade da máquina de lingotamento contínuo é a eficiência nas trocas de panela. O início de uma operação de lingotamento contínuo se dá pela transferência do aço líquido, proveniente dos convertedores LD ou dos fornos a arco elétrico, através das panelas. Na concatenação forno-máquina, o sinergismo entre as operações deve ser completo,
pois este interfere no rendimento do processo.

### Carro panela e torre giratória
Até início da década de 70 as trocas de panela eram realizadas através de carros panelas, que posteriormente foram modificadas pelas torres giratórias. Essas são constituídas de dois braços giratórios independentes, cada um com seu sistema de levantamento e pesagem.
Os carros panela apresentam as seguintes desvantagens sobre a torre giratória :
- a estrutura das máquinas de lingotamento contínuo deve ser forte suficiente para suportar a carga adicional dos carros panela e o próprio peso da panela;
- a transferência do aço líquido se dá junto à máquina, sendo um risco operacional no caso de panelas cheias;
- o lingotamento sequencial  é praticável apenas pela coordenação de dois carros panela para uma máquina, gerando assim, altos investimentos e elevados custos de manutenção.

As vantagens das torres giratórias são:
- a posição das torres se encontra distante da área ocupada pela máquina de lingotamento contínuo, possibilitando ainda facilidade nas operações de emergência, em caso de acidentes;
- a rotação de 90º da torre, permite o acesso à todas as partes da plataforma de lingotamento.

### Distribuidor
Realizado o processo de transferência do aço líquido, da panela à máquina de lingotamento contínuo, o metal é vazado  para um recipiente (distribuidor) que tem como funções: distribuir o aço líquido entre os múltiplos veios; promover a  flotação das inclusões; suprir o molde de um fluxo constante de aço líquido; servir de reservatório durante as trocas de panelas (o nível reduzido de aço no distribuidor, nesse momento, aumenta o risco de arraste de escória).  A troca do distribuidor tem relação direta com a operação de lingotamento sequencial e conseqüentemente exerce influência sobre os índices de produtividade.
O problema de troca rápida de distribuidores foi grandemente diminuído pelo desenvolvimento das válvulas gavetas e pela utilização de pós de cobertura no molde, que previnem contra a solidificação do metal líquido durante a operação de reposição dos distribuidores. A válvula gaveta baseia-se no princípio de deslocamento
paralelo de uma placa refratária, dotada de um orifício, entre duas outras, alinhando a abertura da placa móvel com os orifícios das placas finas, permitindo assim controlar o fluxo de aço líquido. Ela possibilita o rápido impedimento ou liberação do fluxo de aço líquido da panela e do distribuidor, sem a necessidade de utilização de tampões. 
Já os pós de cobertura (ou pós fluxantes) impedem a ocorrência de defeitos no aço lingotado são:
- dobras e ondas;
- óxidos incrustados;
- placas de escória;
- porosidade;
- fendas.

### Processo
Nas operações de início da introdução do processo de lingotamento contínuo, a cada corrida o equipamento era paralisado e realizada a preparação da máquina para o recebimento de uma nova panela. O desenvolvimento da técnica de lingotamento sequencial reduziu significativamente os tempos de  parada do equipamento e proporcionou aumentos elevados na produtividade, principalmente a partir de meados da década de 60 até final da década de 70, onde foi verificado um alto grau
de crescimento e desenvolvimento do lingotamento contínuo.
O lingotamento sequencial está atrelado ao desenvolvimento dos parâmetros citados anteriormente. A diminuição dos tempos de manutenção, reparo e preparação do equipamento, o desenvolvimento de moldes com trocas de larguras sem a necessidade de interrupção da máquina, os aperfeiçoamentos das técnicas de trocas de panelas e distribuidores, foram determinantes para a aplicação do
lingotamento sequencial.

## Lingotamento no Brasil
No Brasil, o lingotamento contínuo teve inicio em 1960, com a instalação de uma máquina para a produção de tarugos pela empresa Riograndense. Em 1976 foi iniciada a produção de placas pela Usiminas, com a instalação de uma linha de produção de duas máquinas de lingotamento contínuo de dois veios cada uma. A seguir este processo foi introduzido também na CST (atual ArcelorMittal Tubarão), TKCSA, CSN, Acesita, Cosipa e  Gerdau Açominas.